# أليكس سيرانو
أليكس سيرانو (بالإسبانية: Alex Serrano)‏ هو لاعب كرة قاعدة فنزويلي، ولد في 7 أبريل 1994 في برشلونة، فنزويلا في فنزويلا.

## وصلات خارجية
- أليكس سيرانو على موقع دوري كرة القاعدة الرئيسي (الإنجليزية)
- أليكس سيرانو على موقعبيزبول رفرنس.كوم (الدوري الرئيسي) (الإنجليزية)
- أليكس سيرانو على موقعبيزبول رفرنس.كوم (الدوري الثانوي) (الإنجليزية)
- أليكس سيرانو على موقع إي إس بي إن.كوم (أم.أل.بي) (الإنجليزية)
- أليكس سيرانو على موقع مشجعي الرسوم البيانية (الإنجليزية)